# 곤돌라

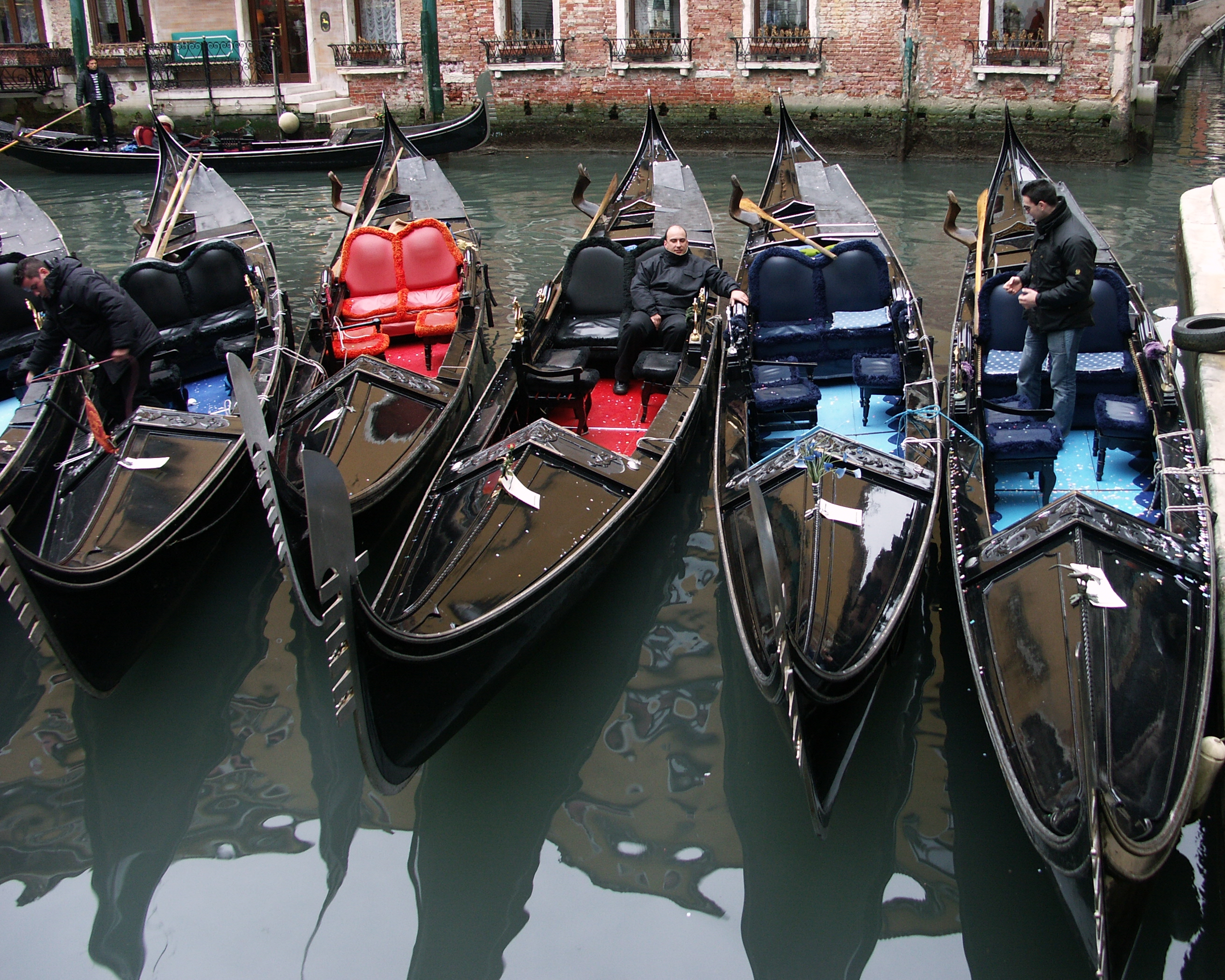
곤돌라

곤돌라(gondola)는 이탈리아 베네치아의 교통 수단으로, 보트의 일종이다. 보통 선체에 고정되지 않은 조정 노를 이용해 움직이며, 곤돌라 사공이 탑승해 조정한다. 곤돌라의 특징은 길이에 따라 비대칭이라는 점이며, 이것이 노의 추진을 더 효율적으로 만들어준다.
수세기 동안 곤돌라는 베네치아의 주요 교통 수단이자 가장 흔한 선박이었다.
한국 스키장이나 리조트에서 사용되는 소형 케이블카는 곤돌라 리프트라고 불리며, 6명 정도의 인원이 주로 탑승한다.

## 같이 보기
- 수상 택시